# Муравка (Амурская область)
Мура́вка — село в Бурейском районе Амурской области России. Входит в Муниципальное образование «Рабочий посёлок (пгт) Бурея».

## География
Село Муравка — спутник посёлка Новорайчихинск, примыкает к нему с севера.
Дорога к селу Муравка идёт от административного центра муниципального образования пос. Бурея через село Кивдо-Тюкан и пос. Кивдинский, расстояние — около 20 км.

## Население
| 2002 | 2010 | 2012 | 2013 | 2014 | 2015 | 2016 |
| ---- | ---- | ---- | ---- | ---- | ---- | ---- |
| 148  | ↘98  | ↘92  | ↘84  | ↘80  | ↘78  | ↘75  |
| 2017 | 2018 |      |      |      |      |      |
| ↗79  | ↘75  |      |      |      |      |      |